# Ashok Leyland
Ashok Leyland est un constructeur indien de véhicules industriels et d'autobus situé à Chennai, en Inde entièrement contrôlé par le groupe Hinduja depuis 2007.

## Histoire
La société Ashok Motors a été fondée en 1948 par Raghunandan Saran, un combattant indien de la liberté (Freedom Fighter dans le vocabulaire officiel indien, pour désigner les militants pour l'indépendance) originaire du Pendjab. Après l'indépendance, le premier Premier ministre de l'Inde indépendante, Nehru, le persuade d'investir dans une entreprise industrielle moderne. Ashok Motors est créée le 7 septembre 1948 pour fabriquer et assembler des automobiles anglaises Austin. La société porte le nom du fils unique du fondateur Ashok Saran. La société avait son siège à Rajaji Saalai, Chennai (anciennement Madras) et son usine à Ennore, un petit hameau de pêche dans le nord de Chennai.
Le premier modèle que la société a assemblé et distribué sous son nom fut l'Austin A40, une voiture de tourisme ancienne très connue en Inde.

### La coopération avecLeyland Motors
Quelque temps plus tard, Raghunandan Saran décède dans un accident d'avion. Il était en cours de négociation avec le constructeur britannique Leyland Motors pour l'assemblage de véhicules utilitaires. Les besoins du pays à cette époque étaient beaucoup plus forts en véhicules utilitaires qu'en voitures de tourisme. Un accord est signé en 1954 qui fera de British Leyland un partenaire mais également un actionnaire minoritaire de la société dont la raison sociale deviendra Ashok-Leyland.
La nouvelle société Ashok Leyland Ltd a commencé à fabriquer des véhicules utilitaires sous le contrôle de techniciens britanniques expatriés. L'entreprise a grandi en force pour devenir l'un des plus importants fabricants de véhicules utilitaires en Inde, le second après Tata.
La collaboration avec British Leyland a pris fin en 1975, mais grâce à son apport, le constructeur indien a pu évoluer et profiter des nouvelles technologies. À partir de 1975, une profonde évolution des structures de gestion ancrera la société dans la plus pure tradition indienne.

### La coopération avecIVECO
En 1987, la holding Land Rover Leyland International Holdings Limited - LRLIH a été rachetée par une coentreprise entre le groupe indo-britannique Hinduja et le constructeur italien de poids lourds IVECO, filiale du groupe Fiat déjà bien implanté en Inde depuis 1950. La nouvelle direction fixe un ambitieux plan de développement à long terme d'Ashok Leyland pour que le constructeur devienne un acteur mondial avec tous les standards mondiaux de technologie et de qualité. L'apport des technologies italiennes allié à un investissement de 200 millions de US dollars ont créé une base industrielle de pointe pour fabriquer des produits de classe internationale.
La grosse difficulté sera de convaincre que ces nouveaux véhicules, plus chers étaient surtout plus fiables, moins polluants et plus sûrs que les anciens avec des cabines en bois. Iveco équipera quasiment toute la gamme avec ses moteurs mais ne réussira pas à imposer ses modèles, beaucoup trop avancés techniquement pour les utilisateurs locaux.
En 2001, un scandale financier a mêlé la famille Hinduja aux affaires de trafic d'influence pour des ventes d'armes. L'affaire a été traitée au plus haut niveau indien et britannique. En février 2005, Ashok-Leyland signe un contrat pour la vente de 100 véhicules militaires au Soudan, en parfaite contravention avec la législation internationale. La famille Agnelli, patron du groupe Fiat, n'accepte pas que ses associés soient une seconde fois pris en flagrant délit de contrats illicites et décide de se retirer de Ashok-Leyland Ltd.

### Reprise par le groupeHinduja
Mettant en exécution la décision du groupe Fiat de juillet 2006, en 2007, le Groupe Hinduja reprend la participation d'IVECO dans Ashok Leyland. La part du groupe Hinduja s'élève alors à 51 %.
Aujourd'hui, la société est la principale filiale entièrement détenue par le groupe Hinduja, un conglomérat transnational basé en Grande-Bretagne et en Inde, après que Hinduja ait racheté les participations restantes d'Iveco.

## Les modèles

### Camions et autobus

#### Modèles anciens

##### Comèt
Les premiers produits comprenaient le bus Leyland Comet qui était composé d'une carrosserie d'autobus sur un châssis de camion? Ce modèle sera vendu en grand quantité à de nombreux opérateurs en Inde. En 1963, l'autobus Comet était utilisé quasiment par toutes les entreprises de transport de l'État en Inde et plus de 8.000 étaient en service. Il a été bientôt rejoint en production par le modèle Leyland Tiger.

##### Titan
En 1968, la production du Leyland Titan prend fin en Grande-Bretagne mais débute chez Ashok Leyland en Inde. Le châssis Titan PD3 a été modifié et une boîte de vitesses indienne et un moteur Ashok Leyland O.680 ont été utilisés. Le Ashok Leyland Titan a connu beaucoup de succès et sa production a continué pendant de nombreuses années.

##### Moteur Hino
Au début des années 80, Ashok Leyland a conclu un accord de coopération avec la société japonaise Hino Motors, dont la technologie avait déjà été utilisée pour les moteurs de la série H. De nombreuses versions locales du moteur de la série H ont été développées avec des versions à 4 et 6 cylindres, conformes aux normes indiennes d'émission BS2, BS3 et BS4. Ces moteurs se sont révélés extrêmement populaires auprès des clients principalement pour leur bon rendement. La plupart des modèles actuels d'Ashok Leyland sont livrés avec des moteurs de la série H.

##### Partenariat Iveco
En 1986, Iveco rachète la division "Ford Trucks Europe". Le seul véhicule qui compose la gamme est le Ford Cargo dont la production sera arrêtée en 1991 et transférée chez Ashok-Leyland.
À la fin des années 80, les investissements et les technologies d'Iveco ont permis à Ashok Leyland de lancer la gamme de camions Cargo. Le premier exemplaire a été produit en 1994 dans la nouvelle usine Ashok Leyland de Hosur, au sud-est de Bangalore. Ces véhicules ont utilisé des moteurs Iveco et disposent, pour la première fois en Inde, de cabines installées en usine. Bien que les camions "Cargo" ne soient plus en production et que l'utilisation des moteurs Iveco ait été interrompue, la cabine continue d'être utilisée sur la gamme de camions "Ecomet" ainsi que pour plusieurs véhicules militaires d'Ashok Leyland.
La gamme "Cargo" a été introduite à l'origine en version porteur 4x2 en 7 et 9 tonnes avec châssis long. Plus tard, des versions lourdes de 15 à 26,5 tonnes en version 6x4 ont été commercialisées.

#### Modèles actuels

##### U-Truck
Ashok Leyland a commercialisé des véhicules sur la nouvelle plate-forme U-Truck à partir de novembre 2010 avec une série de 10 modèles, bennes et remorques, sur le segment de 16 à 49 tonnes.

##### Dost
Le Dost est un véhicule utilitaire léger (LCV) de 1.250 kg de charge utile présenté en 2011. C'est en fait le premier véhicule issu de la coentreprise indo-japonaise « Ashok Leyland - Nissan Vehicles ». Le Dost est équipé d'un moteur Diesel 3 cylindres Common Rail turbocompressé de 55 ch. Il est disponible en versions BS3 et BS4. La carrosserie et certains des éléments sont repris du "Nissan C22 Vanette" de 1980. Le véhicule est produit dans l'usine Ashok Leyland de Hosur au Tamil Nadu. Avec le Dost, Ashok Leyland est entré dans le segment des véhicules commerciaux légers en Inde

##### Boss
Le "Boss" est un véhicule industriel de gamme moyenne 8 à 14 tonnes.

##### Minivan STiLE
Le Minivan "STiLE" est un mini fourgon présenté lors de l'Exposition Automobile de New Delhi en septembre 2012 et commercialisé en juillet 2013. Le "STiLE" est un "véhicule polyvalent", dérivé du Nissan NV200 pour une utilisation comme navette d'hôtel, taxi, ambulance, fourgonnette de messagerie. En mai 2015, Ashok Leyland a arrêté sa production en raison de la très faible demande.

## Les accords de coopération en vigueur

### Matériel de construction
Depuis juin 2009, la société s'est intéressée au secteur des équipements de construction qui connaît une forte croissance. Une coentreprise à 50/50 a été constituée avec John Deere sous le nom "Leyland-Deere Limited".

### Nissan Ashok Leyland
En 2007, la société a créé une coentreprise avec le constructeur automobile japonais Nissan qui partagera l'usine de Chennai en Inde. Les structures d'actionnariat des trois sociétés dépendantes de la J-V sont :
- Ashok Leyland Nissan Vehicles Pvt. Ltd, société de fabrication de véhicules est détenue à 51 % par Ashok Leyland et 49 % par Nissan,
- Nissan Ashok Leyland Powertrain Pvt. Ltd, société de fabrication de moteurs détenue à 51 % par Nissan et 49 % par Ashok Leyland,
- Nissan Ashok Leyland Technologies Pvt. Ltd, société de développement technologique détenue 50/50 par les deux partenaires.

### Ashok-Leyland Defence Systems
Ashok Leyland Defense Systems est une société créée en 2008 par le groupe Hinduja après le rachat du constructeur tchèque AVIA. Ashok Leyland, la société phare du groupe Hinduja, détient 26 % de Ashok Leyland Defense Systems (ALDS). La société, poursuivant les activités militaires d'AVIA, conçoit et développe la logistique de défense et les véhicules tactiques, la communication de défense et d'autres systèmes. Ashok Leyland est rapidement devenu le plus important fournisseur de véhicules logistiques à l'armée indienne. Il a fourni plus de 60.000 exemplaires du Stallion, véhicule issu de l'Iveco-Ford Cargo, qui forme l'épine dorsale logistique de l'Armée de terre indienne.

### Les J-V à l'étranger

#### Lanka Ashok-Leyland
La société Lanka Ashok-Leyland (LAL) a été créé en 1982 au Sri Lanka et a commencé ses activités en 1983. Les sociétés "Lanka Leyland Ltd", société détenue à 100 % par le gouvernement du Sri Lanka et Ashok Leyland Ltd Inde ont décidé de renforcer leurs liens commerciaux et de créer cette entité. "LAL" importe des véhicules commerciaux en CKD d'Inde ou des châssis complets et réalise les opérations d'assemblage, la réparation et l'entretien mais également produit les carrosseries spécifiques sur les châssis.

#### AVIA
En octobre 2006, Ashok Leyland prend une importante participation financière dans le constructeur de camions tchèque AVIA. La société sera renommée Avia Ashok Leyland Motors et essayera de faire son entrée sur le marché européen. La forte concurrence et une récession prolongée en Europe conduira à la fermeture des ateliers tchèques en juillet 2013.

#### Optare
En 2010, Ashok Leyland fait l'acquisition d'une participation de 26 % dans le constructeur anglais de bus Optare, une société descendant de l'ancienne branche autobus du groupe Leyland Motors Company. En décembre 2011, Ashok Leyland augmente sa participation dans Optare jusqu'à 75,1 %.